# Crichtonsaurus
Crichtonsaurus is een geslacht van plantenetende ornithischische dinosauriërs, behorend tot de Ankylosauria, dat tijdens het Krijt leefde in het gebied van het huidige China.

## Crichtonsaurus bohlini
Van 1999 af groef Dong Zhiming wat fossielen van ankylosauriërs op bij Xiafuxiang, nabij Beipiao in de provincie Liaoning.
In 2002 benoemde en beschreef Dong de typesoort Crichtonsaurus bohlini. De geslachtsnaam eert Michael Crichton, de schrijver van Jurassic Park. De soortaanduiding eert de Zweedse paleontoloog Anders Birger Bohlin die rond de Tweede Wereldoorlog veel opgravingen verrichtte in China.
Het holotype, IVPP V12745, is gevonden in een laag van de Sunjiawanformatie die in 2002 gedateerd werd in het Cenomanien-Turonien maar volgens later onderzoek uit het Albien stamt. Het bestaat uit een linkeronderkaak met drie tanden. Daarnaast zijn twee specimina toegewezen: IVPP V12746, twee halswervels en een ruggenwervel; en LPM 101, vier sacrale wervels, zeven staartwervels, een schouderblad, een ravenbeksbeen, een opperarmbeen, een dijbeen, voetbeenderen, een halsberg en osteodermen. Het holotype en het eerste toegewezen specimen bleken in 2010 zoek.
Crichtonsaurus is een vrij klein lid van de Ankylosauridae. Gregory S. Paul schatte in 2010 de lichaamslengte op drieënhalve meter, het gewicht op een halve ton. Dong gaf in 2002 een diagnose maar Victoria Megan Arbour stelde in 2014 vast dat de meeste genoemde kenmerken gedeeld werden met andere ankylosauriden. Daarbij was er geen bewijsbaar verband tussen het holotype en de toegewezen specimina daar er geen overlappend materiaal was en de laatsten uit een andere groeve kwamen. De kenmerken van het holotype waren het ontbreken van een osteoderm aan de zijkant; het bezit van kleine symmetrische tanden met een zwak ontwikkeld cingulum, verdikking van de tandbasis; en het bezit van acht tot tien vertandingen per tand. Deze tandkenmerken worden gedeeld met Pinacosaurus; de afwezigheid van de osteoderm op de onderkaak was dubieus daar de buitenzijde ervan niet door Dong geïllustreerd was maar de kaak duidelijk beschadigd was. Arbour concludeerde dat de soort een nomen dubium was.

## Crichtonsaurus benxiensis
In 2007 benoemden en beschreven Lü Junchang, Ji Qiang, Gao Yubo en Li Zhixin een tweede soort: Crichtonsaurus benxiensis. De soortaanduiding verwijst naar het Benxi Geological Museum. Het holotype, BXGMV0012, bestaat uit een complete schedel gevonden bij Beipiao in dezelfde formatie als de typesoort. Daarnaast is toegewezen specimen BXGMV0012-1, een skelet zonder schedel, gevonden in dezelfde groeve. Daarnaast wordt er een compleet skelet met schedel tentoongesteld, verwarrend genoeg onder de naam Crichtonsaurus bohlini, in het Sihetun Fossil Museum. Aangezien Crichtonsaurus een nomen dubium bleek te zijn, suggereerde Arbour in 2014 voor de tweede soort de eigen geslachtsnaam Crichtonpelta. Dit bleef voorlopig een ongeldige nomen ex dissertatione maar werd in 2015 alsnog door haar en Philip Currie geldig benoemd. Arbour besteedde veel aandacht aan het probleem of al het materiaal, afgezien van de naamgevingsformaliteiten, in feite niet één taxon vertegenwoordigt. Ze vond echter duidelijke verschillen in het opperarmbeen en het schouderblad tussen BXGMV0012-1 en LPM 101.
Crichtonpelta zou een lid zijn van de Ankylosaurinae. Een autapomorfie is het naar boven gericht zijn van de jukbeenhoorn, met de punt aan de achterrand.